# Maár-kastély (Pusztakovácsi)
A Somogy vármegyei Pusztakovácsiban álló Maár-kastély egykori tulajdonosa Maár Ferenc volt, a Magyar Heraldikai és Genealógiai Társaság rendes tagja.
A kastély 1848–1849-ben épült téglából. 1914-ben jelentős átalakításon esett át, melynek során északi végét négy szobával, déli végét télikerttel és terasszal bővítették.
A település helyi védettségű épületeinek listáján „Maár ház” néven szerepel.